# Scyllarcturella falcata
Scyllarcturella falcata är en kräftdjursart som beskrevs av Gary C.B. Poore och Bardsley 1992. Scyllarcturella falcata ingår i släktet Scyllarcturella och familjen Austrarcturellidae. Inga underarter finns listade i Catalogue of Life.